# Zakrujți, Izeaslav
Zakrujți (în ucraineană Закружці) este un sat în comuna Mîhniv din raionul Izeaslav, regiunea Hmelnîțkîi, Ucraina.

## Demografie
Componența lingvistică a localității Zakrujți
     Ucraineană (100%)
Conform recensământului din 2001, toată populația localității Zakrujți era vorbitoare de ucraineană (100%).